# Bun meritoriu
Un bun meritoriu este definit în economie ca un bun economic consumat prea puțin, din cauză că indivizii, în mod tipic, iau în considerare mai degrabă modul în care acel bun le aduce beneficii, decât beneficiile generate de consum pentru ceilalți membri ai societății.
În termeni economici, se întâmplă acest lucru deoarece externalitățile acelui bun nu sunt internalizate de către consumatori. Pentru creșterea eficienței, statul poate alege să încurajeze producția sau consumul unui bun meritoriu prin subvenții sau să producă bunul însuși.
Bunurile considerate în mod tipic bunuri meritorii includ educația și asistența medicală preventivă.